# 고세이저
고세이저(일본어: ゴセイジャー 고세이자[*], 영어: Goseiger)는 34번째 슈퍼 전대 시리즈 천장전대 고세이저에 등장하는 주인공들을 일컫는 말이다. 작중에서는 일명 사악한 영혼(일본어: 悪しき魂 아시키 다마시[*])으로 총칭되는 집단인 우주학멸군단 워스타, 지구희옥집단 유마수와 대결한다. 고세이저는 지구를 악으로부터 지켜온 호성 천사(일본어: 護星天使 고세이 덴시[*]) 종족의 어린 견습생들이다. 천국의 탑(일본어: 天の塔 덴노 토[*])과 연결되는 호성계(일본어: 護星界 고세이카이[*])에 살고 있는, 고세이저를 비롯한 호성 천사들은, 인간과 동일한 모습을 지니고 있으나, 보통의 인간에게는 보이지 않으며, 보이더라도 그들의 기억을 없애버림으로써 자신들의 존재를 알리지 않으려 노력한다. 호성 천사들은 세 개의 종족으로 구성되어 있는데, 하늘의 힘을 사용하는 스카익 (영어: Skick, 일본어: スカイック族 스카잇쿠 조쿠[*]), 대지의 힘을 사용하는 랜딕 (영어: Landick, 일본어: ランディック族 란딧쿠 조쿠[*]), 물의 힘을 사용하는 시익 (영어: Seaick, 일본어: シーイック族 시잇쿠 조쿠[*])으로 나뉜다.
전투를 시작할 때 고세이저는 일제히 "별을 지키는 것은 천사의 사명, 천장전대 고세이저!"(일본어: 地球（ほし）を護るは天使の使命、天装戦隊ゴセイジャー 호시오 마모루와 덴시노 시메이, 덴소센타이 고세이자![*])라고 외치며, 미라클 고세이 헤더를 얻어 슈퍼 고세이저가 된 후에는 "별을 지키려는 마음의 뜨거운 결정, 슈퍼 고세이저!"(일본어: 護星の想いの熱き結晶、スーパーゴセイジャー！ 고세이노 오모이노 아쓰키 겟세이, 스파 고세이자![*])라고 외친다.

## 아라타
- 아라타(Alata, 일본어: アラタ 아라타[*]) - 고세이 레드

아라타는 스카익 종족으로 에리의 소꿉 친구이다. 고세이저의 리더이다. 사물의 본질을 볼 수 있는 능력을 타고났으며, 사람들의 생각을 읽을 수 있다. 낙천적인 성격을 가지고 있으며, 노조무를 처음으로 만났을 때 기억을 지우려는 하이드를 말린다. 그 후 아라타와 고세이저는 아마치 연구소에 머무르게 된다.고세이 레드로 변신하였을 때, "폭풍의 스카익 파워, 고세이 레드!"(일본어: 嵐のスカイックパワー！ゴセイレッド 아라시노 스카잇쿠 파와! 고세이 렛도[*])라고 말하며, 슈퍼 고세이 레드로 변신했을 때는 "기적의 폭풍, 슈퍼 고세이 레드!"(일본어: 奇跡の嵐！スーパーゴセイレッド 기세키노 아라시! 스파 고세이 렛도![*])라고 외친다. 아라타는 치바 유다이(일본어: 千葉 雄大 Chiba Yūdai[*]가 연기했으며,국내판의 경우 이경태가 맡았다.

## 에리
- 에리 (Eri, 일본어: エリ) - 고세이 핑크

에리는 스카익 종족으로, 아라타의 소꿉 친구이다. 아라타를 동생처럼 여기며, 어린 시절의 아라타에게 술법을 가르쳐주었다. 미성으로, 자신의 목소리로 소음을 없애고 꽃을 피우게 하는 능력을 지니고 있으며, 낙천적인 성격이다. 고세이 핑크로 변신한 후에는 "숨결의 스카익 파워, 고세이 핑크!"(일본어: 息吹のスカイックパワー！ゴセイピンク 이부키노 스카잇쿠 파와! 고세이 핀쿠![*])라고 말하며, 슈퍼 고세이 핑크로 변신한 후에는 "기적의 숨결, 슈퍼 고세이 핑크!"(일본어: 奇跡の息吹！スーパーゴセイピンク 기세이노 이부키, 스파 고세이 핀쿠![*])라고 외친다. 에리는 사토 리카(일본어: さとう 里香 사토 리카[*])가 연기했으며,국내판의 경우 김하영이 맡았다.

## 아그리(케인)
- 아그리(케인) (Agri, 일본어: アグリ 아구리[*]) - 고세이 블랙

아그리는 랜딕 종족으로, 고세이저 중 가장 강한 힘을 가지고 있다. 고세이 블랙으로 변신한 후에는 "바위의 랜딕 파워, 고세이 블랙!"(일본어: 巌のランディックパワー！ゴセイブラック 이와오노 란딧쿠 파와! 고세이 부라쿠![*])라고 외치며, 여동생 모네와 협동 공격을 한다. 슈퍼 고세이 블랙으로 변신한 후에는 "기적의 바위! 슈퍼 고세이 블랙!"(일본어: 奇跡の巌！スーパーゴセイブラック 기세키노 이와오! 스파 고세이 부랏쿠![*])라고 외친다. 아그리는 하마오 쿄스케(일본어: 浜尾 京介)가 연기했으며,국내판의 경우 서원석이 맡았다.

## 모네
- 모네 (Moune, 일본어: モネ) - 고세이 옐로

모네는 랜딕 종족으로, 아그리의 여동생이자 고세이저 중 가장 어린 멤버이다. 그러나 저돌적인 성격을 가지고 있어, 처음에는 아그리 이외의 다른 멤버들과 화합하지 못하였다. 식물로부터 기색을 감지하거나 정보를 얻는 능력을 가지고 있다. 분방한 언동으로 멤버들과 자주 부딪치나, 11화에서는 병상에 누운 소녀를 응원하는 등 상냥한 면도 그려진다. 고세이 옐로로 변신한 후에는 "은총의 랜딕 파워, 고세이 옐로!" (일본어: 芽萌のランディックパワー！ゴセイイエロー 메구미노 란딧쿠 파와! 고세이 이에로![*])라고 외치며, 절연체 킥(일본어: 絶縁体キック 제쓰엔타이 깃쿠[*])을 사용한다. 슈퍼 고세이 옐로로 변신한 후에는 "기적의 은총! 슈퍼 고세이 옐로!"(일본어: 奇跡の芽萌！スーパーゴセイイエロー 기세키노 메구미, 스파 고세이 이에로![*])라고 외친다. 모네는 니와 미키호(일본어: にわ みきほ)가 연기했으며,국내판의 경우 이지현이 맡았다.

## 하이드
- 하이드 (Hyde, 일본어: ハイド 하이도[*]) - 고세이 블루

하이드는 시익 종족으로, 고세이저 중 가장 나이가 많은 멤버이며, 그의 동료 마지스가 죽은 이후 유일한 시익 종족이 되었다. 영리하고 냉철한 모습으로 그려지며, 사소한 일에도 꼼꼼히 신경쓴다. 이 때문에 워스타의 외계인인 연구의 아바우타는 하이드가 고세이저의 구심점이라고 분석하여 그를 먼저 노리기도 하였다. 고세이 블루로 변신한 후에는 "노도의 시익 파워, 고세이 블루!"(일본어: 怒涛のシーイックパワー！ゴセイブルー 도토노 시잇쿠 파와! 고세이 브루![*])라고 외치며, 슈퍼 고세이 블루로 변신한 후에는 "기적의 노도, 슈퍼 고세이 블루!"(일본어: 奇跡の怒涛！スーパーゴセイブルー 기세키노 도토! 스파 고세이 브루![*])라고 외친다. 하이드는 오노 켄토(일본어: 小野 健斗)가 연기했으며, 국내판의 경우 최한이 맡았다.

## 고세이 나이트(미라클 나이트)
- 고세이 나이트 (Gosei Knight, 일본어: ゴセイナイト 고세이 나이토[*]) - 미라클 나이트

원래의 정체는 바로 1만년 전의 호성천사들이 사용한 그란디온 헤더(Grandion Header, 일본어: グランディオンヘッダー 구란디온 헷다[*])로, 1만년 전의 전투 도중에 깊은 빙하 속에 갇히게 되었지만, 지구로부터 힘을 받아 초진화하여, 유마수와의 대결(17화)에서 첫 등장하였다. 처음에는 인간들이 지구를 오염시켰다고 여기고 미워하여, 인간을 지키려는 고세이저를 인정하려 하지 않았으나, 곧 고세이저를 인정하게 되었다. 다른 고세이저와는 달리 고유의 나이틱 파워(Knightick Power, 일본어: ナイティックパワー 나이팃쿠 파와[*])를 사용하며, 스카익, 랜딕, 시익 종족의 모든 파워를 사용할 수 있다. 싸움에 임할 때에는 "별을 정화하는 숙명의 기사, 고세이 나이트!"(일본어: 地球を浄める宿命の騎士！ゴセイナイト 호시오 기요메루 슈큐메이노 기시! 고세이 나이토![*])라고 외친다. 고세이 나이트의 목소리는 코니시 카츠유키(일본어: 小西 克幸)가, 국내판의 경우 이정구가 맡았다.

## 마지스
- 마지스 (Magis, 일본어: マジス) - 고세이 그린, 10화에서만 등장

마지스는 시익 종족으로, 하이드의 옛 동료였다. 5000도의 쿠사스니고와의 대결에서, 하이드를 구하기 위해 쿠사스니고의 공격을 맞고 대신 전사당했다. 고세이 그린으로 변신했었다. 참고로 마지스는 특수전대 데카레인저에 출연한 바 있는 이토 요스케(일본어: 伊藤 陽佑)가 연기하였고, 국내판의 경우 이동훈이 맡았다.

## 마스터 헤드
마스터 헤드(Master Head, 일본어: マスターヘッド 마스타 헷도[*])는 호성계를 지도하는 존재로, 고세이저가 워스타나 유마수와 대결하는 데 도움을 주는 인물이다. 돌로 만들어진 얼굴만 존재한다. 유성의 데레푸타가 호성계와 지구를 연결하는 천국의 탑을 파괴하여, 고세이저와 마스터 헤드와는 원활한 통신이 이루어지지 못하며, 고세이 나이트에게 견습생인 고세이저들의 교육을 맡겼다. 그러나 32회에서 유마수의 대표라고 할 수 있는 근고근,막인이 사망하며 사라진다. 마스터 헤드의 목소리는 사와키 이쿠야(일본어: 沢木 郁也 사와키 이쿠야[*])가, 국내판의 경우 최낙윤이 맡았다.

## 아마치 천문연구소
아마치 천문연구소(일본어: 天知天文研究所 아마치 덴몬켄큐조[*])는 아라타의 친구인 노조무와 그의 아버지 아마치 슈이치로가 거주하고 있는 곳으로, 고세이저는 이 곳에서 슈이치로의 신세를 지고 있다.

### 아마치 노조무(천노아)
- 아마치 노조무(천노아)(일본어: 天知 望)

노조무는 소학교 4학년 생으로, 아라타의 친구이다. 노조무는 나카무라 사쿠야(일본어: 中村 咲哉)가 연기하였고, 국내판의 경우 김민정이 맡았다.

### 아마치 슈이치로(천제남)
- 아마치 슈이치로(천제남) 박사 (일본어: 天知 秀一郎博士 아마치 슈이치로 하카세[*])

슈이치로 박사는 아마추어 천문학 연구가로, 아마치 천문연구소를 관리하고 있다. 고세이저들을 돌보아주는 대신, 그들을 아르바이트로 임시 고용하였다. 그들이 고세이저라는 사실은 알지 못하고 있다. 슈이치로는 야마다 루이 53세(영어: Louis Yamada LIII, 일본어: 山田ルイ53世 야마다 루이 고주산세이[*])가 연기하였고, 국내판의 경우 심정민이 맡았다.

### 데이터스
- 데이터스 (Datas, 일본어: データス 데타스[*])

데이터스는 마스터 헤드에 의해 만들어진 로봇으로 비상 시 호성계와 지구 간의 통신 수단으로 활용하기 위해 지구로 보내졌다. 보통은 자고 있으며, 워스타나 유마수 등의 악당을 감지할 수 있는 능력을 지니고 있다. 하이퍼 체인지 헤더와 합체하면 데이터스 하이퍼가 된다. 데이터스의 목소리는 미야타 코우키(일본어: 宮田 幸季)가, 국내판의 경우 서유리가 맡았다.